# Igensdorf
Igensdorf est une commune (Markt) de Bavière (Allemagne), située dans l'arrondissement de Forchheim, dans le district de Haute-Franconie.

## Géographie
Le district d'Igensdorf est situé au nord du Jura franconien, sur la bordure du Parc naturel  et de la forêt de Veldenstein. Le territoire est délimité par les vallées de la Schwabach, du Lillach et du Rüsselbach.
Les points culminants sont Hetzleser Berg (549 m. NN), le Eberhardsberg (533,5 m. NN) ou se trouve la « Table du diable » (der « Teufeltisch ») le Küheberg (521 m ü. NN). Le point le plus bas est situé près de la Schwachbach à une altitude de 314 m.

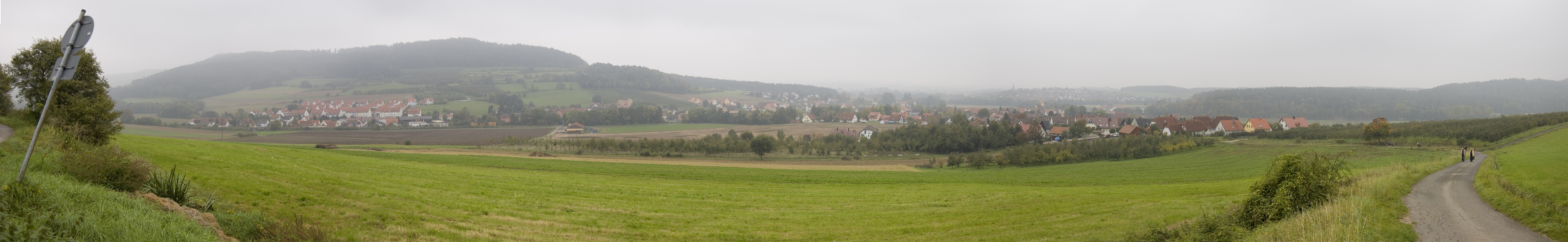
Vue panoramique

### Les communes limitrophes
sont au Nord Gräfenberg, Weißenohe, Schnaittach, Eckental, Kleinsendelbach, Neunkirchen am Brand, Hetzles und Kunreuth
Les villages et lieux-dits de Markt Igensdorf
| - Affalterbach - Bodengrub - Bremenhof - Dachstadt - Eichenmühle - Etlaswind - Haselhof | - Igensdorf - Kirchrüsselbach - Letten - Lettenmühle - Lindenhof - Lindenmühle - Mitteldorf | - Mittelrüsselbach - Neusleshof - Oberlindelbach - Oberrüsselbach - Pettensiedel - Pommer - Stöckach | - Unterlindelbach - Unterrüsselbach - Weidenbühl - Weidenmühle |

### Climat
Comme celui de cette région de l'Allemagne, le climat d'Igensdorf est de type continental. Les hivers glacials et des chutes de neige sont fréquents. En raison de l'éloignement de la mer et des vents qui soufflent de l'est, l'hiver y est plus froid que dans le nord de l'Allemagne.
Les étés sont normalement chaud avec du soleil entrecoupé d'averses et des orages. Le printemps et l'automne sont également humides, mais des jours clairs et ensoleillés se rencontrent durant les deux saisons.

## Histoire

### Les origines
C'est le 14 avril 1109 que le nom de Igensdorf est apparu pour la première fois sous la forme de Diedungsdorf (d'après le nom de Dieto, ancien un chef de tribu), dans une bulle pontificale du pape Pascal II, promulguée à l'occasion de la fondation de l'abbaye de Weißenohe.

### Nüremberg
Du début du XVIe siècle jusqu'en 1804, le village dépendait de la ville de Nüremberg. Le 30 janvier 1804, il est tombé sous la tutelle de l'administration prussienne présente à Baiersdorf. Lors de la création de la confédération du Rhin en 1806 la région fut attribuée au Royaume de Bavière, puis elle fut brièvement contrôlée par l'Autriche, ensuite et jusqu'en 1811 à la fois française et bavaroise.
La municipalité actuelle comprend aussi les communes autrefois indépendantes de Dachstadt, Pettensiedel, Pommer, Rüsellbach, et Stöckach.
Jusqu’à la fin de l’année 1971, les villages qui constituent aujourd’hui le regroupement de communes de « Markt Igensdorf » étaient indépendants. C’ est à compter du 1er janvier 1972 qu’ils ont été annexés, à la suite de la réforme du district communal, à la nouvelle commune de d’Igensdorf. Le 23 août 1980, la commune s’ est vue attribuer le titre de « Markt Igensdorf ». Cela désignait désignait au Moyen Âge, un village qui avait obtenu de son souverain l’octroi du « droit de marché ». Aujourd’hui dans la législation du Land de Bavière, c'est un statut intermédiaire entre une commune rurale et une ville ; cela correspond à la fonction de centre exercée par le village d'Igensdorf à l'intérieur du territoire communal associé.

## Vie politique

### Conseil municipal
Le conseil municipal d'Igensdorf est formé de 16 membres et du maire.
|      | CSU | Igensdorfer Umland | SPD | Freie Wählergruppe | Junge Bürger | Gesamt   |
| 2008 | 5   | 5                  | 3   | 2                  | 2            | 17 Sitze |

(Stand: Kommunalwahl du 2. März 2008)

### Les maires
| Mandat    | Nom                                                               |  |
| 1972–2008 | Erwin H. Zeiß (devenu en 2009 Maire honoraire de Markt Igensdorf) |  |
| 2008–     | Wolfgang Rast                                                     |  |

### Blasonnement
| Le blason communal | La définition des armoiries est la suivante : Sous une tête de bouclier rouge, dans une croix de poutre argentée continue, divisée ; devant dans l'or un demi aigle noir à l'écart, derrière dans l'argent deux cerises rouges à une branche avec deux feuilles. Igensdorf est située dans une des plus importantes régions productrices de cerises en Allemagne d'où la présence des cerises sur le blason. L'aigle provient des armes de Nuremberg, ville impériale à laquelle la commune appartenait du XVIe siècle au début du XIXe siècle. La croix représente Saint Georges qui a donné son nom à l'église. |

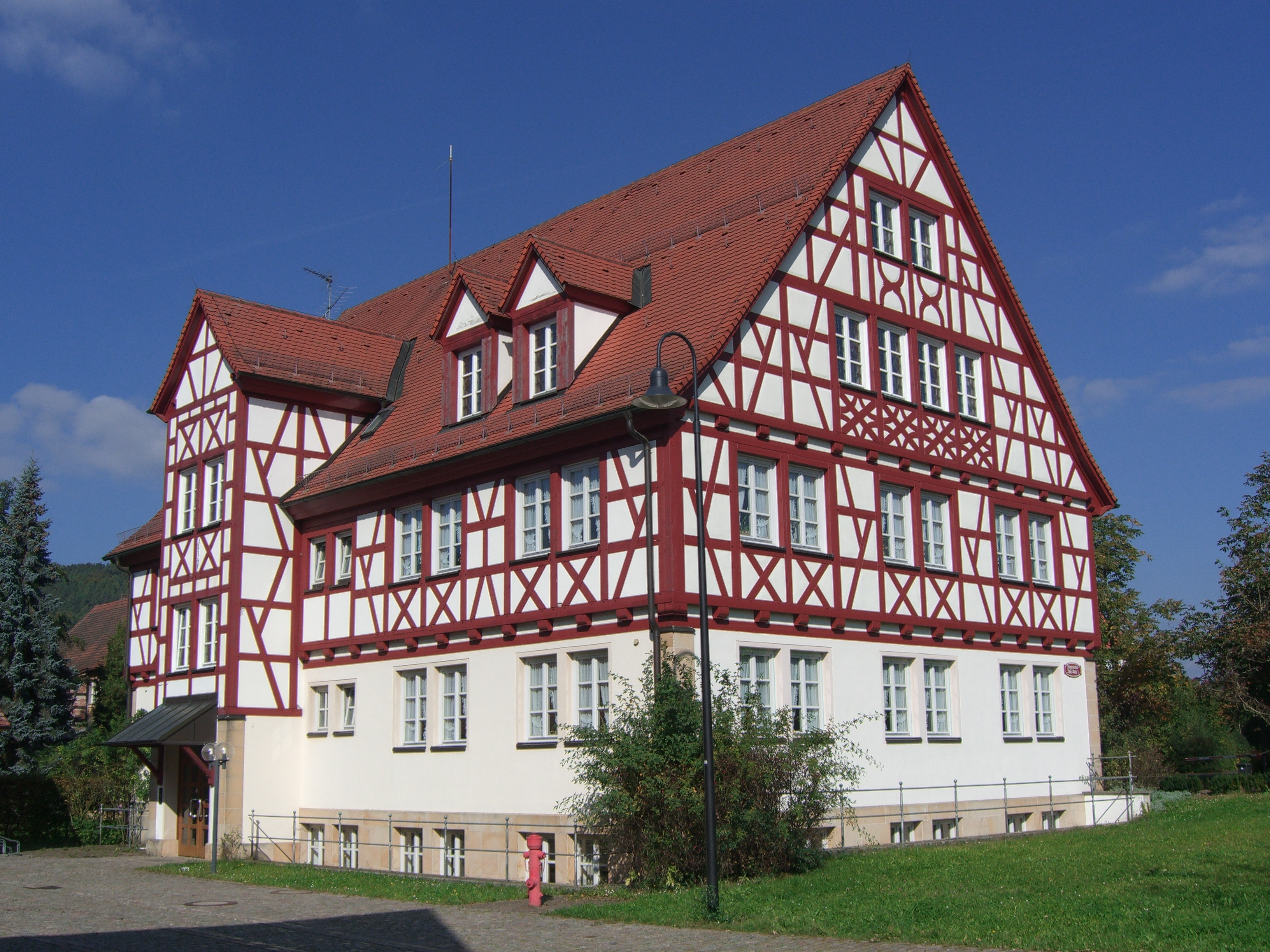
No 1 Das Rathaus (Hôtel de ville).
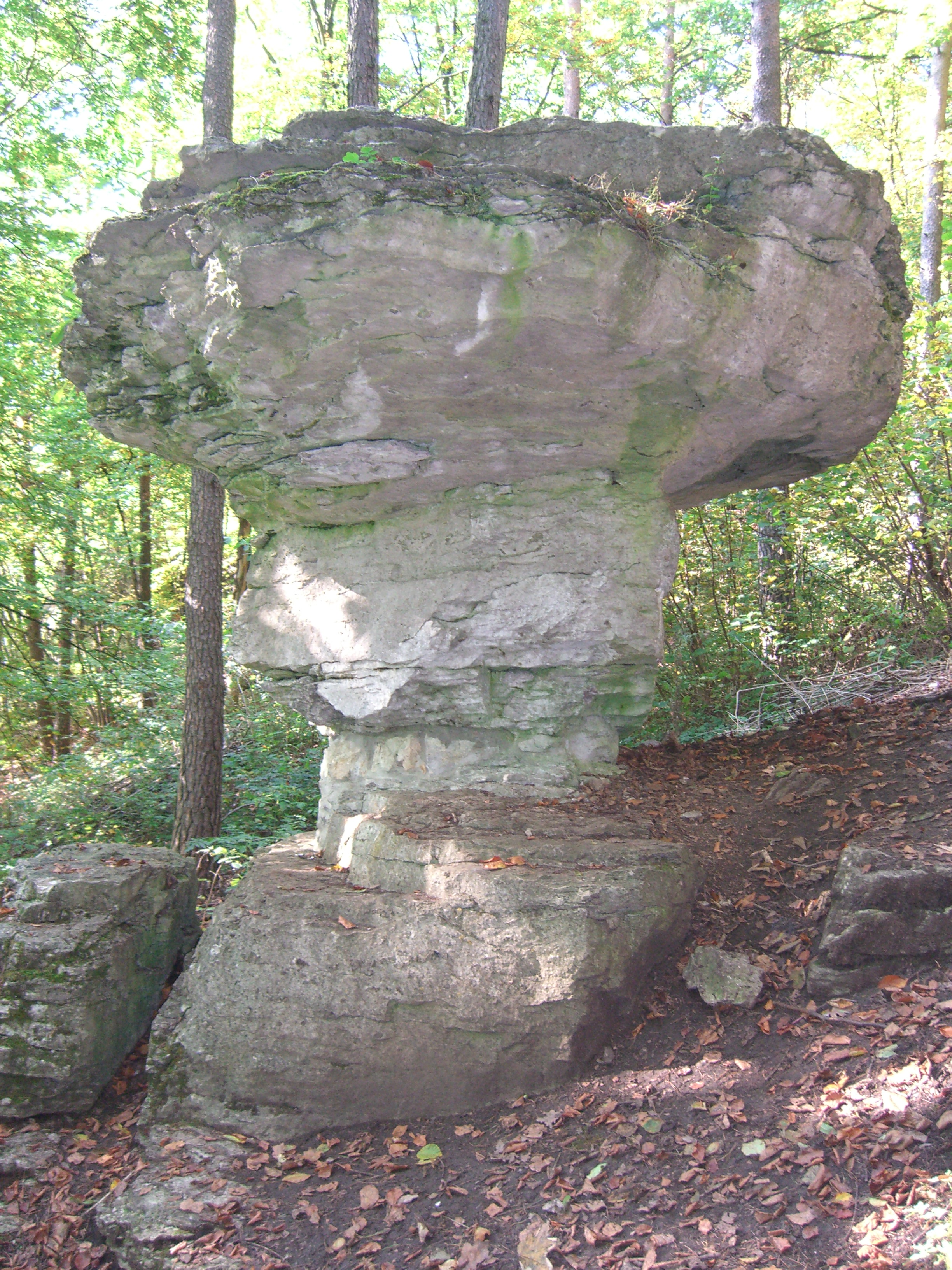
No 2 Der Teufeltisch (la table du Diable).
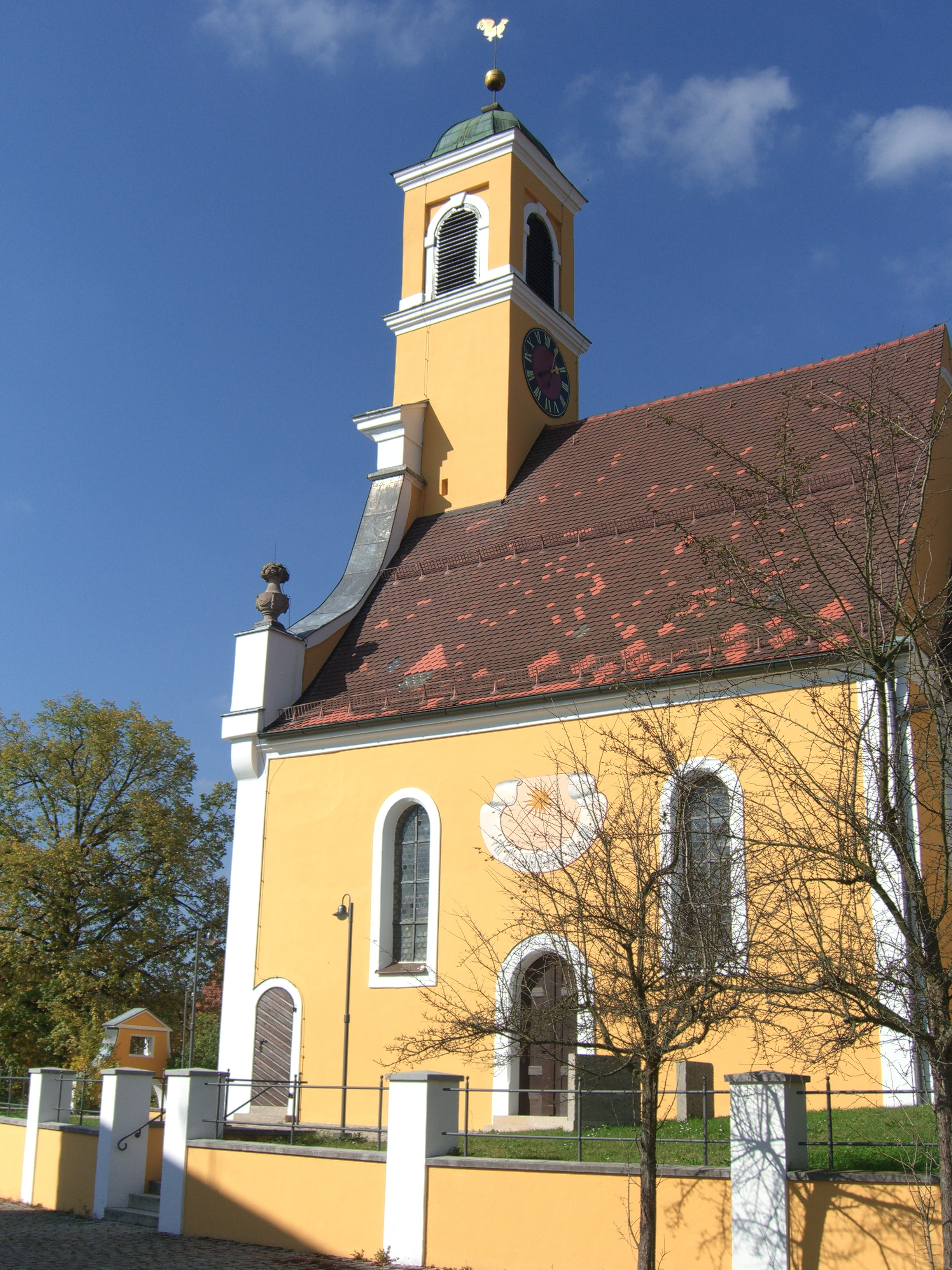
No 4 St.Georg Pfarrkirche (église réformée Saint-George).
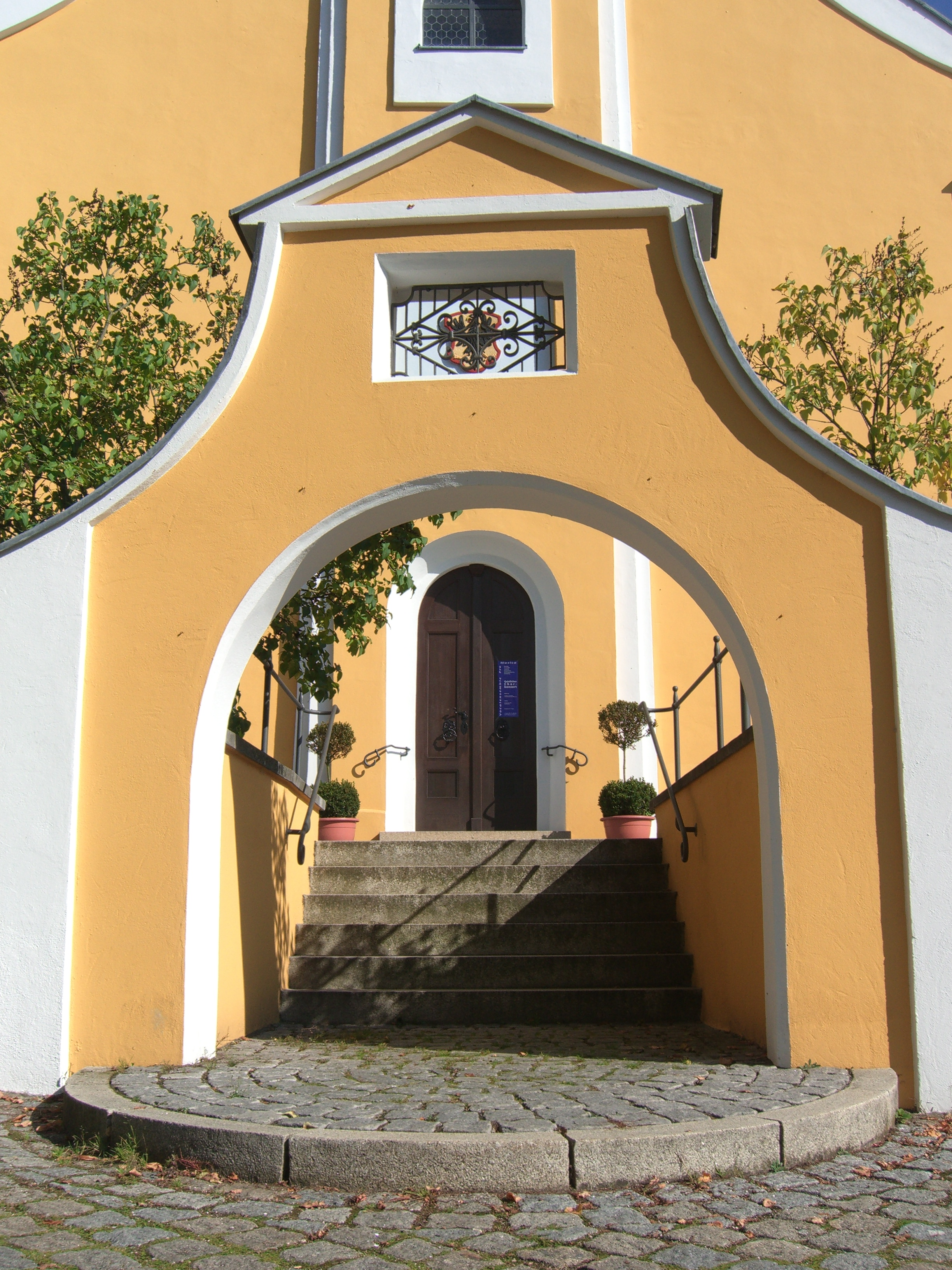
L'entrée de l'église.

## Vie culturelle
La municipalité Igensdorf gère une école de chant et de musique. Chaque année lors des étés culturels d'Ignesdorf des concerts de musique classique y sont proposés. Quelques artistes se sont installés dans les villages de Oberrüsselbach und Pettensiedel.

## Jumelages
- Saint-Martin-la-Plaine (France) depuis 1992

## Curiosités
- L'église évangélique Saint-Georges a été construite en 1687 et rénovée en 2006
- Le sentier du soleil et des planètes : Les distances entre le soleil et les planètes sont représentées à une échelle réduite. Cette réalisation est due à l'artiste Dieter Erhard.